# Tây Kazakhstan (tỉnh)
Tây Kazakhstan (Kazakh: Батыс Қазақстан облысы, Batıs Qazaqstan oblısı; Tiếng Anh: West Kazakhstan) là một tỉnh trong số 14 tỉnh của nước cộng hoà Kazakhstan, thủ phủ của nó là thành phố Oral (còn được gọi là Uralsk hay Ural'sk), đồng thời là thành phố lớn nhất của tỉnh này, với dân số khoảng 200.000 dân.

## Địa lý
Tỉnh Tây Kazakhstan có chung đường biên giới trên bộ với các tỉnh Orenburg, Saratov và Volgograd của Nga và nằm gần dãy núi Ural. Sông Ural chảy từ Nga đổ vào vùng biển Caspi có chảy qua tỉnh này. Hơn một nửa lãnh thổ của Tây Kazakhstan nằm ở bờ tây sông Ural (tức là lãnh thổ thuộc Đông Âu - Châu Âu) đó là sự khác biệt. Tỉnh này giáp với Nga về phía Bắc và phía Tây, giáp với tỉnh Aktobe về phía đông và giáp với tỉnh Atyrau về phía nam.

## Nhân khẩu
Tuy có chung đường biên giới về phía bắc và tây với Nga, nhưng người Nga ở đây không nhiều so với những tỉnh khác của nước cộng hoà Kazakhstan. Người Kazakh chiếm 69,8% dân số, người Nga chiếm 27,4%. Ngoài ra còn có người Ukraine, Ba Lan và Đức nhưng chiếm không nhiều do phân bố về địa lý.

## Hành chính
Toàn tỉnh được chia thành 12 huyện và thành phố trực thuộc. 
| Tên        | Diện tích (km²) | Dân số | Mật độ dân cư. | Thủ phủ      |
| ---------- | --------------- | ------ | -------------- | ------------ |
| Akzhaik    | 45,500          | 25,200 | 1,8            | Chapaev      |
| Bokey Orda | 18,400          | 19,200 | 1,0            | Saykyn       |
| Borili     | 55,100          | 5,600  | 9,8            | Aksay        |
| Kaztal     | 39,200          | 18,600 | 2,1            | Kaztal       |
| Karatobe   | 19,700          | 10,000 | 2,0            | Karatobe     |
| Zhanakala  | 23,700          | 20,800 | 1,1            | Zhanakala    |
| Zhanybek   | 18,400          | 8,200  | 2,2            | Zhanybek     |
| Shyngyrlau | 19,400          | 7,200  | 2,7            | Shyngyrlau   |
| Zelenov    | 53,700          | 7,400  | 7,3            | Peremyotnoye |
| Syrym      | 26,500          | 11,900 | 2,2            | Zhympity     |
| Taskala    | 19,100          | 8,100  | 2,4            | Taskala      |
| Terekti    | 43,200          | 8,400  | 5,1            | Fyodorovka   |